# Wymysłów (powiat starachowicki)
Wymysłów – wieś w Polsce położona w województwie świętokrzyskim, w powiecie starachowickim, w gminie Wąchock.
W latach 1975–1998 miejscowość administracyjnie należała do województwa kieleckiego.

## Części miejscowości
| SIMC    | Nazwa    | Rodzaj    |
| ------- | -------- | --------- |
| 0276883 | Betlejem | część wsi |
| 0276890 | Kopalnia | część wsi |
| 0276908 | Koszarka | część wsi |